# أليكس فيريس
أليكس فيريس (بالإنجليزية: Alex Ferris)‏ (و. 1997  م) هو مؤدي أصوات، وممثل أفلام كندي، ولد في فانكوفر.
.

## وصلات خارجية
- أليكس فيريس على موقع IMDb (الإنجليزية)
- أليكس فيريس على موقع روتن توميتوز (الإنجليزية)
- أليكس فيريس على موقع ألو سيني (الفرنسية)
- أليكس فيريس على موقع أول موفي (الإنجليزية)
- أليكس فيريس على موقع قاعدة بيانات الأفلام السويدية (السويدية)
- أليكس فيريس على موقع قاعدة بيانات الفيلم (الإنجليزية)
- أليكس فيريس على موقع كينوبويسك (الروسية)